# Marcin Aleksander Wieniawski
Marcin Aleksander Wieniawski herbu Wieniawa (zm. w 1748 roku) – podstarości przemyski w latach 1718–1737, chorąży przemyski w latach 1732–1748, sędzia grodzki przemyski w 1730 roku, podczaszy przemyski w latach 1722–1732, podczaszy żydaczowski w latach 1716–1722, pisarz grodzki lwowski w latach 1718-1736, sędzia skarbowy ziemi lwowskiej w 1716 roku.
Był posłem ziemi przemyskiej na sejm 1730 roku. Poseł ziemi przemyskiej na sejm 1744 roku.
Miał żonę Annę Wieniawska, która 8 marca 1743 wraz z Karolem Garanim, doktorem medycyny, lwowskim rajcą była świadkiem podczas chrztu w katedrze rzymskokatolickiej we Lwowie Franciszki Rozalii Meretynówny, córki lwowskiego architekta Bernarda Meretyna, który w 1739 dla Marcina Aleksandra Wieniawskiego budował kościół w Nawarii.